# مجلس الوزراء (إيطاليا)

شعار رئاسة مجلس الوزراء.

مجلس الوزراء ((بالإيطالية: Consiglio dei Ministri)‏ حكومة إيطاليا. ويضم رئيس المجلس (أي رئيس الوزراء) وجميع الوزراء ونواب رئيس الوزراء ونواب الوزراء (بالإيطالية: viceministri)‏ وأيضاً الوزراء الصغار (بالإيطالية: sottosegretari)‏ وهم جزء من الحكومة ولكنهم ليسوا أعضاء في مجلس الوزراء.

## التاريخ
مجلس الوزراء له أصول تاريخية ترجع الي ألبرتين الأساسي - مملكة سردينيا في عام 1848م٬ حيث النظام الأساسي الذي أصبح فيما بعد دستور مملكة إيطاليا والذي لم يصور اجتماعات الوزراء ولكنه أسس لوجود الوزراء بشكل فردي علي رأس وزاراتهم ليكونوا مسؤولين عن أنشطتها. في حين ظهر كلاً من مجلس الوزراء ومكتب رئيس المجلس في وقت لاحق بسبب الحاجة إلي تنسيق الأنشطة الفردية للوزراء٬ وحالياً يتشكل مجلس الوزراء بحكم الدستور والقانون رقم 400  بتاريخ 23 أغسطس 1988.

## تشكيل المجلس
يتألف مجلس الوزراء من:
- رئيس الوزراء: رئيس المجلس الذي يعينه رئيس إيطاليا بعد مشاورات ويتم تأكيد هذا الأمر من خلال تصويت مجلسي البرلمان.
- الوزراء: يعينهم رئيس إيطاليا بناء على طلب من رئيس الوزراء.

لرؤساء المناطق الخاصة حق المشاركة في جلسات مجلس الوزراء في المسائل ذات الصلة٬ ولرؤساء سردينيا٬ وفريولي فينيتسيا جوليا ووادي أوستا وترينتينو ألتو أديجي/سودتيرول أصواتاً استشارية، في حين أن رئيس صقلية(برتبة وزير) له حق التصويت.
قبل توليه السلطة، يقوم رئيس مجلس الوزراء والوزراء بحلف اليمين وفقاً للصيغة المنصوص عليها في المادة 1.3 من القانون رقم 400/1988. حيث يعبر هذا القسم عن ضرورة الثقة الواجبة على جميع المواطنين وبخاصة من هم في المناصب العامة (مشتقة من المادة 54 من الدستور).

## العلاقة مع السلطات الأخري
مجلس الوزراء هو الهيئة الرئيسية صاحبة السلطة التنفيذية في النظام الإيطالي - وتملك القدرة على وضع القرارات السياسية حيز التنفيذ.
- فيما يتعلق بالبرلمان فإن «علاقة الثقة» (rapporto di fiducia) أمر بالغ الأهمية٬ فمجلس الوزراء ورئيس الوزراء لا يستطيعا الاستمرار في منصبهم بدون الحفاظ على الدعم السياسي من البرلمان بغرفتيه. حيث أن «علاقة الثقة» هي جوهر النظام البرلماني لأنه يعني أن «الحكومة مسؤولة» أمام البرلمان.
- لرئيس الجمهورية سلطة تعيين رئيس الوزراء والوزراء.
- يقوم وزير العدل بتنظيم القضاء العادي من الناحية الإدارية. ومع ذلك، فإن استقلال السلطة القضائية بالنسبة إلى باقي أجهزة الدولة لا تزال ثابتة، كما يتضح من وجود المجلس الأعلى للسلطة القضائية والمسئول عن تعيين ونقل وترقية وتأديب أعضاء السلطة القضائية بشكل مستقل عن السلطة التنفيذية.
أعضاء مجلس الوزراء - حتى بعد تركهم لمناصبهم - خاضعين لسلطة المحاكم بشأن الأنشطة التي قاموا بها بصفتهم الرسمية بشرط الحصول على إذن من أحد مجلسي البرلمان.[4]

## تشكيل مجلس الوزراء

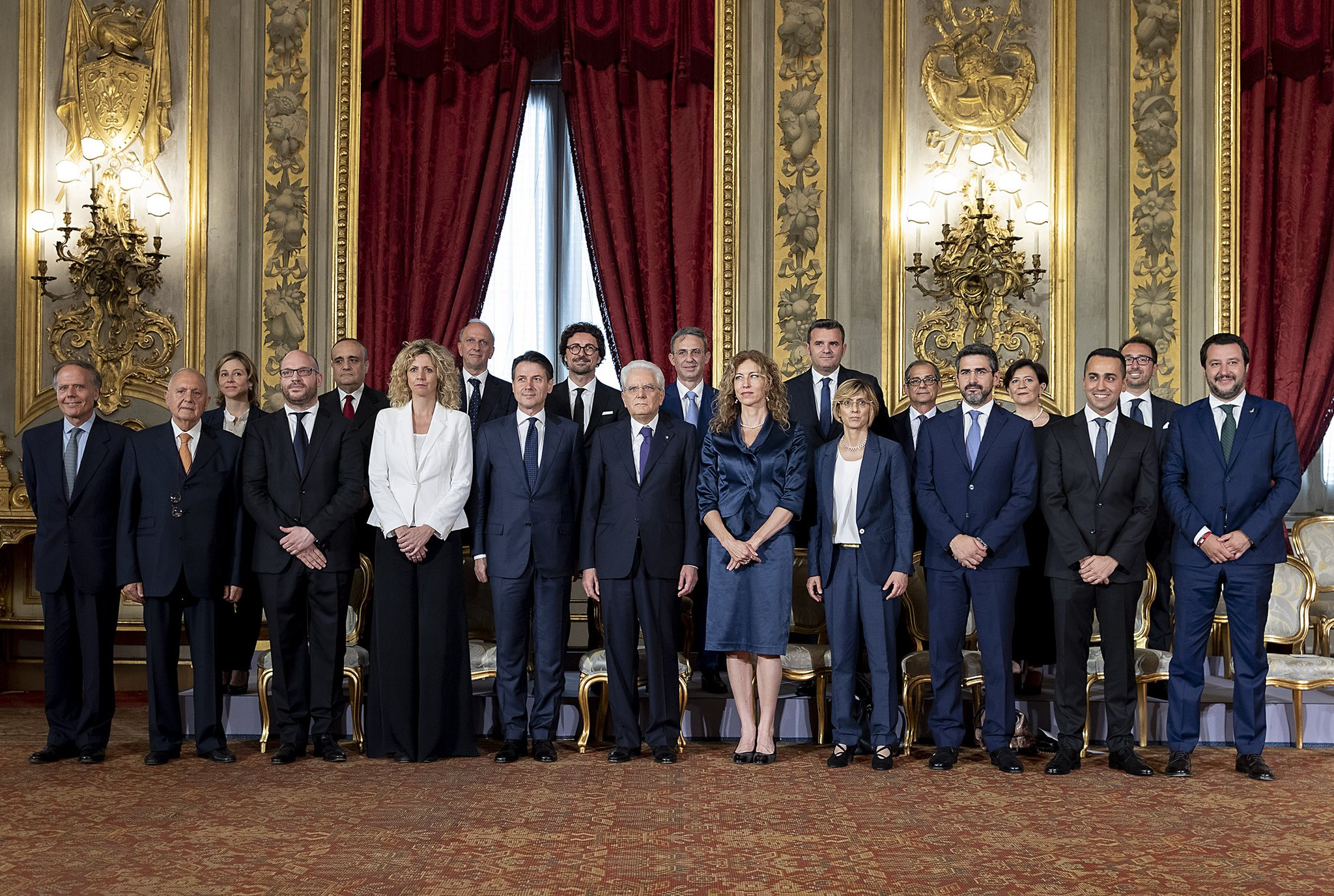
حكومة كونتي

الحكومة الإيطالية الحالية بقيادة جوزيبي كونتي (اعتباراً من يونيو 2018) وتشمل الحكومة 18 وزيرا من بينهم ستة وزراء دون حقائب وزارية
| الوزارة                                                   | الوزير                | الحزب  |
| --------------------------------------------------------- | --------------------- | ------ |
| رئيس المجلس (رئيس الوزراء)                                | Giuseppe Conte        | مستقل  |
| نائب رئيس مجلس الوزراء                                    | Giancarlo Giorgetti   | League |
| الحقائب الوزارية                                          |                       |        |
| وزير الداخلية                                             | Matteo Salvini        | League |
| وزير الخارجية                                             | Enzo Moavero Milanesi | مستقل  |
| وزير الدفاع                                               | Elisabetta Trenta     | M5S    |
| وزير العدل                                                | Alfonso Bonafede      | M5S    |
| وزير الاقتصاد والمالية                                    | Giovanni Tria         | مستقل  |
| وزير التنمية الاقتصادية ووزير العمال والسياسات الاجتماعية | Luigi Di Maio         | M5S    |
| وزير النقل والبنية التحتية                                | Danilo Toninelli      | M5S    |
| وزير الزراعة والغذاء والغابات                             | Gian Marco Centinaio  | League |
| وزير التعليم والجامعات والدراسات                          | Marco Bussetti        | مستقل  |
| وزير البيئة وحماية الاراضي والبحار                        | Sergio Costa          | M5S    |
| وزير التراث والأنشطة الثقافية والسياحية                   | Alberto Bonisoli      | مستقل  |
| وزير الصحة                                                | Giulia Grillo         | M5S    |
| وزراء دون حقائب وزارية                                    |                       |        |
| وزير الشئون الأوروبية                                     | Paolo Savona          | مستقل  |
| وزير الشؤون الاقليمية والحكم الذاتي                       | Erika Stefani         | League |
| وزير العلاقات البرلمانية والديمقراطية المباشرة            | Riccardo Fraccaro     | M5S    |
| وزير الإدارة العامة                                       | Giulia Bongiorno      | League |
| وزير جنوب إيطاليا                                         | Barbara Lezzi         | M5S    |
| وزير الأسرة وذوي الاحتياجات الخاصة                        | Lorenzo Fontana       | League |